# 위르겐 파토카
위르겐 파토카(독일어: Jürgen Patocka ˈjʏʁɡn̩ ˈpaːtɔka[*], 1977년 7월 30일, 빈 ~)는 오스트리아의 전직 국가대표 축구 선수로, 현역 시절 중앙 수비수로 활약했다.

## 클럽 경력
대기만성형 선수인 파토카는 2부 리그의 아우스트리아 루스테나우에서 3년을 활약하였고, 이후 2004년에 마터스부르크에서 1부 리그 신고식을 치렀다. 마터스부르크 소속으로, 장신 수비수는 아우스트리아 빈에게 2년 연속 ÖFB 컵 결승전에서 패해 준우승에 머물렀다. 2007년, 그는 라피트 빈으로 이적해 2008년에 첫 리그 정상에 올랐다. 파토카는 이후 2012-13 시즌 초에 아우스트리아 루스테나우로 복귀했다. 그는 프로 무대 은퇴 후 포랄베르클리가 에그의 선수 겸 감독을 맡았다.

## 국가대표팀 경력
2007년 5월, 그는 스코틀랜드와의 친선경기에서 오스트리아 국가대표팀 친선경기를 치렀고, 안방에서 열린 유로 2008 최종 명단에 이름을 올렸지만, 오스트리아가 참가한 3경기 중 단 1경기도 출전하지 못했다.

## 수상
- 오스트리아 분데스리가: 2008